# Gymnázium Postupická
Gymnázium Postupická je střední škola všeobecného zaměření na sídlišti Spořilov II v Praze 4. 

## Historie a popis
Gymnázium bylo založeno v roce 1983 jako čtyřleté, v roce 1994 bylo na škole otevřeno šestileté všeobecné studium a v letech 2003–2010  otvírala škola v každém ročníku čtyřletého studia jednu třídu s rozšířenou výukou TV se zaměřením na florbal. 
Podle inspekční zprávy ČŠI měla škola v roce 2014 celkem 565 žáků ve 12 třídách šestiletého a v 8 třídách čtyřletého studia. Ve školním roce 2021–2022 byla výuka organizována pro 20 tříd, z toho 8 pro čtyřleté a 12 pro šestileté studium.
Gymnázium Potupická je certifikovaným školícím střediskem mezinárodního certifikátu ECDL.
Ve škole probíhala řada mimoškolních aktivit. Studenti pořádali Postupickou LAN party nebo chodili na zájmový kroužek programování.
V současné době je pro ně otevřen dramatický kroužek, keramický kroužek a také vydávávají vlastní časopis S!NGL.
Všichni žáci jsou povinni evidovat se při vstupu do budovy a při odchodu z ní čipem.